# Oligovonones mucubajiensis
Oligovonones mucubajiensis is een hooiwagen uit de familie Cosmetidae.